# Amplirhagada
Amplirhagada es un género de molusco gasterópodo de la familia Camaenidae en el orden de los Stylommatophora.

## Especies
Las especies de este género son:
- Amplirhagada alta Solem, 1981
- Amplirhagada anderdonensis Köhler, 2010
- Amplirhagada astuta (Iredale, 1939)
- Amplirhagada basilica Köhler, 2010
- Amplirhagada berthierana Köhler, 2010
- Amplirhagada boongareensis Köhler, 2010
- Amplirhagada buffonensis Köhler, 2010
- Amplirhagada burnerensis (E.A. Smith, 1894)
- Amplirhagada burrowsena Iredale, 1939
- Amplirhagada cambridgensis Solem, 1988
- Amplirhagada camdenensis Köhler, 2010
- Amplirhagada carinata Solem, 1981
- Amplirhagada castra Solem, 1981
- Amplirhagada combeana Iredale, 1938
- Amplirhagada confusa Solem, 1981
- Amplirhagada crystalla (Solem, 1981)
- Amplirhagada decora Köhler, 2010
- Amplirhagada depressa (Solem, 1981)
- Amplirhagada descartesana Köhler, 2010
- Amplirhagada drysdaleana Solem, 1981
- Amplirhagada dubitabile Köhler, 2010
- Amplirhagada elevata Solem, 1981
- Amplirhagada euroa Köhler, 2010
- Amplirhagada gemina Köhler, 2010
- Amplirhagada gibsoni Köhler, 2010
- Amplirhagada herbertena Iredale, 1939
- Amplirhagada imitata (E.A. Smith, 1894)
- Amplirhagada indistincta Köhler, 2010
- Amplirhagada intermedia (Solem, 1981)
- Amplirhagada kalumburuana Solem, 1981
- Amplirhagada katerana Solem, 1981
- Amplirhagada kessneri Köhler, 2010
- Amplirhagada kimberleyana Köhler, 2010
- Amplirhagada lamarckiana Köhler, 2010
- Amplirhagada mckenziei Köhler, 2010
- Amplirhagada mitchelliana Solem, 1981
- Amplirhagada montalivetensis (E.A. Smith, 1894)
- Amplirhagada montesqieuana Köhler, 2010
- Amplirhagada napierana Solem, 1981
- Amplirhagada novelta Iredale, 1939
- Amplirhagada osmondi Solem, 1988
- Amplirhagada percita (Iredale, 1939)
- Amplirhagada ponderi Köhler, 2010
- Amplirhagada puescheli Köhler, 2010
- Amplirhagada pusilla Solem, 1981
- Amplirhagada questroana Solem, 1981
- Amplirhagada regia Köhler, 2010
- Amplirhagada solemiana Köhler, 2010
- Amplirhagada sphaeroidea Köhler, 2010
- Amplirhagada sykesi (E.A. Smith, 1894)
- Amplirhagada tricenaria Köhler, 2010
- Amplirhagada uwinsensis Köhler, 2010
- Amplirhagada varia Solem, 1981
- Amplirhagada wilsoni Solem, 1981
- Amplirhagada yorkensis Köhler, 2010